# 呉文鎔
呉 文鎔（ご ぶんよう、Wú Wénróng、1792年 - 1854年）は、清朝の官僚。字は甄甫。江蘇省揚州府儀徴県出身。

## 略歴
1819年に進士となり、翰林院侍読学士や礼部侍郎などの職を歴任した。1838年に曽国藩が湖南省試を受験したときの試験官を務めた。1839年に福建巡撫となった。1840年には湖北巡撫に任命されたが、阿片戦争の発生で東南沿海の防備のために就任しなかった。1841年に江西巡撫に、1848年には浙江巡撫となり、さらに雲貴総督に昇進した。1853年に太平天国が天京を都とすると、清の朝廷は呉文鎔を湖広総督に起用した。しかし1854年2月、胡以晃・頼漢英率いる太平天国の西征軍と湖北省黄州付近で戦って敗北し、投水自殺した。曽国藩はその死を深く悼んだという。文節の諡号を贈られた。